# يفاعه السفلى (يريم)

تعديل مصدري - تعديل

يفاعه السفلى محلة تابعة لقرية الركب، التابعة لعزلة خودان بمديرية يريم إحدى مديريات محافظة إب في الجمهورية اليمنية.، بلغ تعداد سكانها 64 حسب تعداد اليمن لعام 2004.